# Schloss Beuerberg

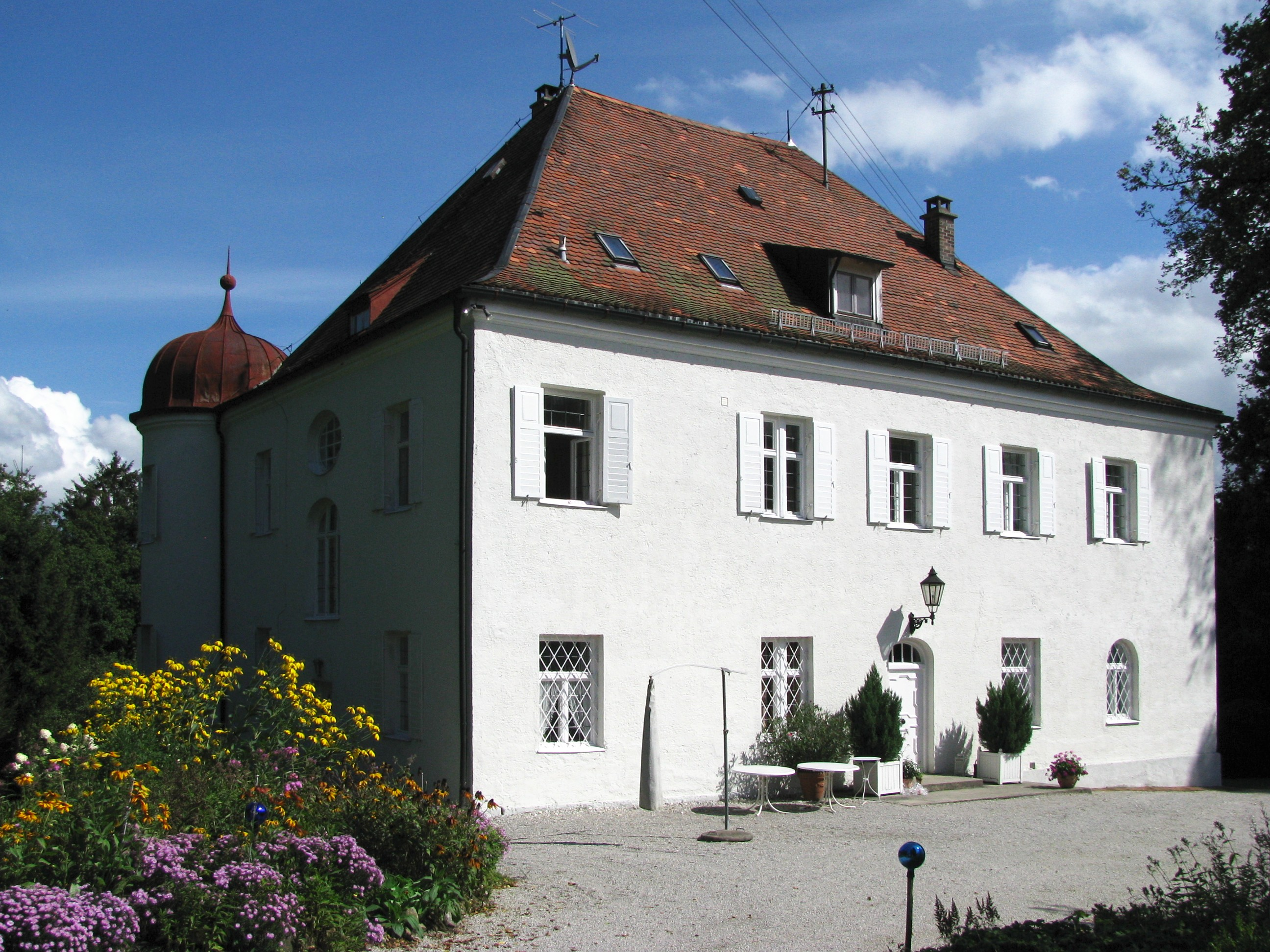
Schloss Beuerberg

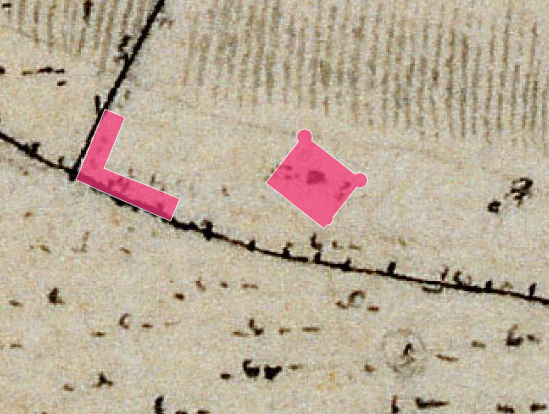
Lageplan von Schloss Beuerberg auf dem Urkataster von Bayern

Schloss Beuerberg ist ein Herrenhaus in Frettenried in der Gemeinde Eurasburg (Oberbayern). Die Anlage ist unter der Aktennummer D-1-73-123-51 als Baudenkmal verzeichnet.

## Geschichte
Das Schloss wurde 1903 bis 1905 erbaut und ist in Privatbesitz.
Es war Drehort in drei Episoden der Fernsehserie Derrick:
- Abendfrieden (1978)
- Tod im See (1981)
- Naujocks trauriges Ende (1987)

## Beschreibung
Das Herrenhaus ist ein zweigeschossiger historisierender Walmdachbau mit zwei runden Hauben-Ecktürmen und Zwerchgiebel. Das ehemalige Kutscherhaus ist ein eingeschossiger hakenförmiger Mansardwalmdachbau, entstanden nach 1904.